# Telebasis vulnerata
Telebasis vulnerata là một loài chuồn chuồn kim trong họ Coenagrionidae.
Telebasis vulnerata is in 1861 voor het eerst wetenschappelijk beschreven door Hagen.